# Мусіївка (Лубенський район)
Мусі́ївка — село в Україні, у Хорольській міській громаді Лубенського району Полтавської області. До 2020 центр сільської ради. Населення становить 473 осіб.

## Географія
Село Мусіївка знаходиться за 2 км від лівого берега річки Сула, вище за течією на відстані 0,5 км розташоване село Шкилі, нижче за течією на відстані в 0,5 км розташоване село Лазьки, на протилежному березі — село Лукім'я. Між селом і річкою за 1,5 км розташоване село Стара Мусіївка. Річка в цьому місці звивиста, утворює лимани, стариці та заболочені озера. Через село проходить автомобільна дорога Т 1709.

## Історія
12 червня 2020 року, відповідно до розпорядження Кабінету Міністрів України № 721-р «Про визначення адміністративних центрів та затвердження територій територіальних громад Полтавської області», село увійшло до складу Хорольської міської громади..
19 липня 2020 року, в результаті адміністративно - територіальної реформи та ліквідації Хорольського району, село увійшло до складу новоутвореного Лубенського району.

## Економіка
- Птахо-товарна ферма.
- «Мусіївське», ТОВ.

## Об'єкти соціальної сфери
- Школа.
- Будинок культури.
- Бібліотека.

## Особистості
В селі народилися:
- Нор Василь Тимофійович — український вчений-процесуаліст, фахівець з кримінального процесу; завідувач кафедри кримінального процесу і криміналістики юридичного факультету Львівського національного університету імені Івана Франка, академік Національної академії правових наук України (з 2009), доктор юридичних наук (1989), професор (1990). Заслужений юрист України (1998). Член Науково-консультативної ради Вищого спеціалізованого суду України з розгляду цивільних і кримінальних справ.
- Парнюк Михайло Олексійович — український радянський філософ, доктор філософських наук, професор, заслужений діяч науки України.
- Гусинський Тимофій Демидович - льотчик-винищувач, учасник Другої світової війни